# Recíprocos de los números primos
Los recíprocos de los números primos han sido de interés para los matemáticos por varias razones. Tal como demostró Leonhard Euler en 1737, la serie de los inversos de los números primos no tiene una suma finita.
Como todos los números racionales, los recíprocos de los números primos tienen representaciones con un número decimal periódico. En sus últimos años, George Salmon (1819-1904) se preocupó por los períodos de repetición de estas representaciones decimales de recíprocos de números primos.
Al mismo tiempo, William Shanks (1812-1882) calculó numerosos recíprocos de números primos y sus períodos, y publicó dos artículos "Sobre períodos en los recíprocos de números primos" en 1873 y 1874. En 1874 también publicó una tabla de números primos y del número de cifras (longitud) de los períodos de sus recíprocos, hasta 20.000 (con la ayuda de, y "comunicados por el reverendo George Salmon"), y señaló los errores en las tablas anteriores de otros tres autores.

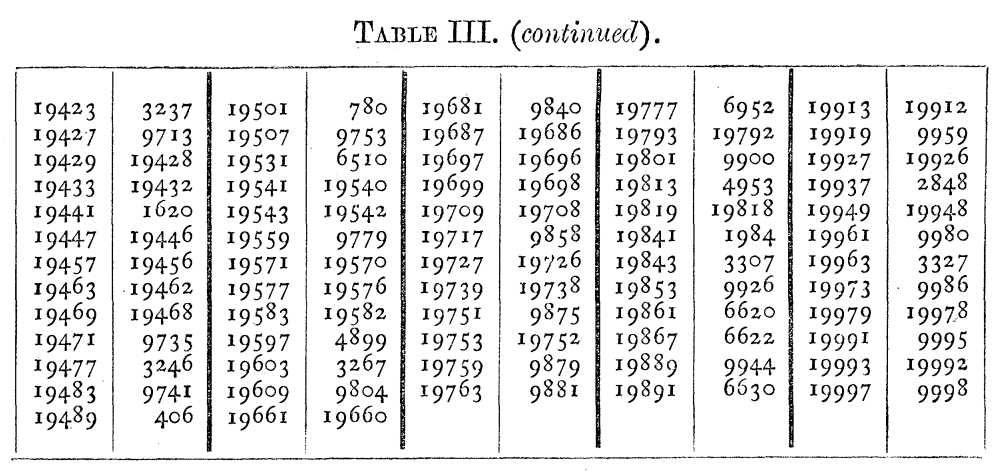
La última parte de la tabla de números primos de Shanks de 1874, con las longitudes de los períodos de sus inversos. En la fila superior, 6952 debería ser 6592 (el error es fácil de encontrar, ya que la longitud del período de un primo p debe dividir al propio p − 1). En su informe ampliando la tabla a 30.000 en el mismo año, Shanks no reportó este error, pero informó que en la misma columna, frente a 19841, el 1984 debería ser 64.

Las reglas para calcular los períodos de los decimales periódicos a partir de fracciones racionales fueron dadas por James Whitbread Lee Glaisher en 1878. Para un primo p, la longitud del período de su recíproco será igual o dividirá a p − 1.
La secuencia de períodos de recurrencia de los primos recíprocos (sucesión A002371 en OEIS) aparece en el Handbook of Integer Sequences de 1973.

## Primos únicos
Un primo p ≠ 2, 5 se llama único si no existe otro primo q tal que la longitud del periodo de la expansión decimal de su recíproco, 1 / p, es igual a la longitud del período del recíproco de q, 1 / q. Por ejemplo, 3 es el único primo con periodo de longitud 1 (1/3=0,3333...) , 11 es el único primo con período de longitud 2 (1/11=0,090909...), 37 es el único con longitud 3 (1/37=0,027027027...) y 101 es el único primo con período de longitud 4 (1/101=0,009900990099...), por lo que se dice que son primos únicos. Los primos únicos fueron descritos por Samuel Yates en 1980.
En la actualidad se conocen más de cincuenta números primos únicos o probables primos. Sin embargo, solo hay veintitrés números primos únicos por debajo de 10100. La lista (sucesión A040017 en OEIS) contiene una lista de números primos únicos y (sucesión A007615 en OEIS) son esos números primos ordenados por la longitud de su período. Por otro lado, la lista (sucesión A051627 en OEIS) contiene los períodos (ordenados por números primos correspondientes) y (sucesión A007498 en OEIS) contiene los periodos ordenados por sí mismos, correspondientes a la secuencia A007615.
A 2021, el número repituno (108177207 – 1)/9 es el primo único probable más grande conocido.
En 1996, el primo único probado más grande era (101132 + 1)/10001 o, utilizando la notación anterior, (99990000)141 + 1. Tiene 1128 dígitos. El registro se ha mejorado muchas veces desde entonces. A 2021, el primo único probado más grande es {\displaystyle \Phi _{11867}(-100)}, que tiene 23732 dígitos. Aquí {\displaystyle \Phi _{n}(b)} denota el {\displaystyle n}-ésimo polinomio ciclotómico para el valor {\displaystyle b}.